# Periptychus
Periptychus is een uitgestorven zoogdier behorend tot de Periptychidae dat tijdens het Paleoceen in Noord-Amerika leefde.

## Fossiele vondsten
Fossielen van Periptychus zijn gevonden in het San Juan-bekken in New Mexico, Wyoming en Utah in de Verenigde Staten. De vondsten dateren uit de North American Land Mammal Ages Puercan en Torrejonian, de eerste delen van het Paleoceen in Noord-Amerika.

## Kenmerken
Periptychus had het formaat van een middelgrote hond met een lichaamslengte van ongeveer een meter en een  geschat gewicht van 20 tot 23 kg. Het dier leefde in groepen.
Deze hoefdierachtige combineerde de gebruikelijke lichaamsbouw van vroege placentadieren met meerdere unieke specialisaties in het gebit, de schedel en het skelet. Periptychus had een stevig gebouwd lichaam en een dikke staart zoals een aardvarken en krachtige poten zoals een beer. Het was een zoolganger en aan de vijftenige voeten zaten kleine hoefachtige klauwen. Periptychus had een robuuste schedel met een licht verlengde snuit, een breed gezicht en een kleine herseninhoud. Het gebit omvatte varkensachtige kiezen en vergrote voorkiezen voor het vermalen van harde objecten zoals zaden en vezelachtige planten. Periptychus leefde op de grond, maar kon gezien enige aanpassingen bij de voorpoten waarschijnlijk in enige mate ook klimmen en graven.  